# Zásnuby dóžete s mořem

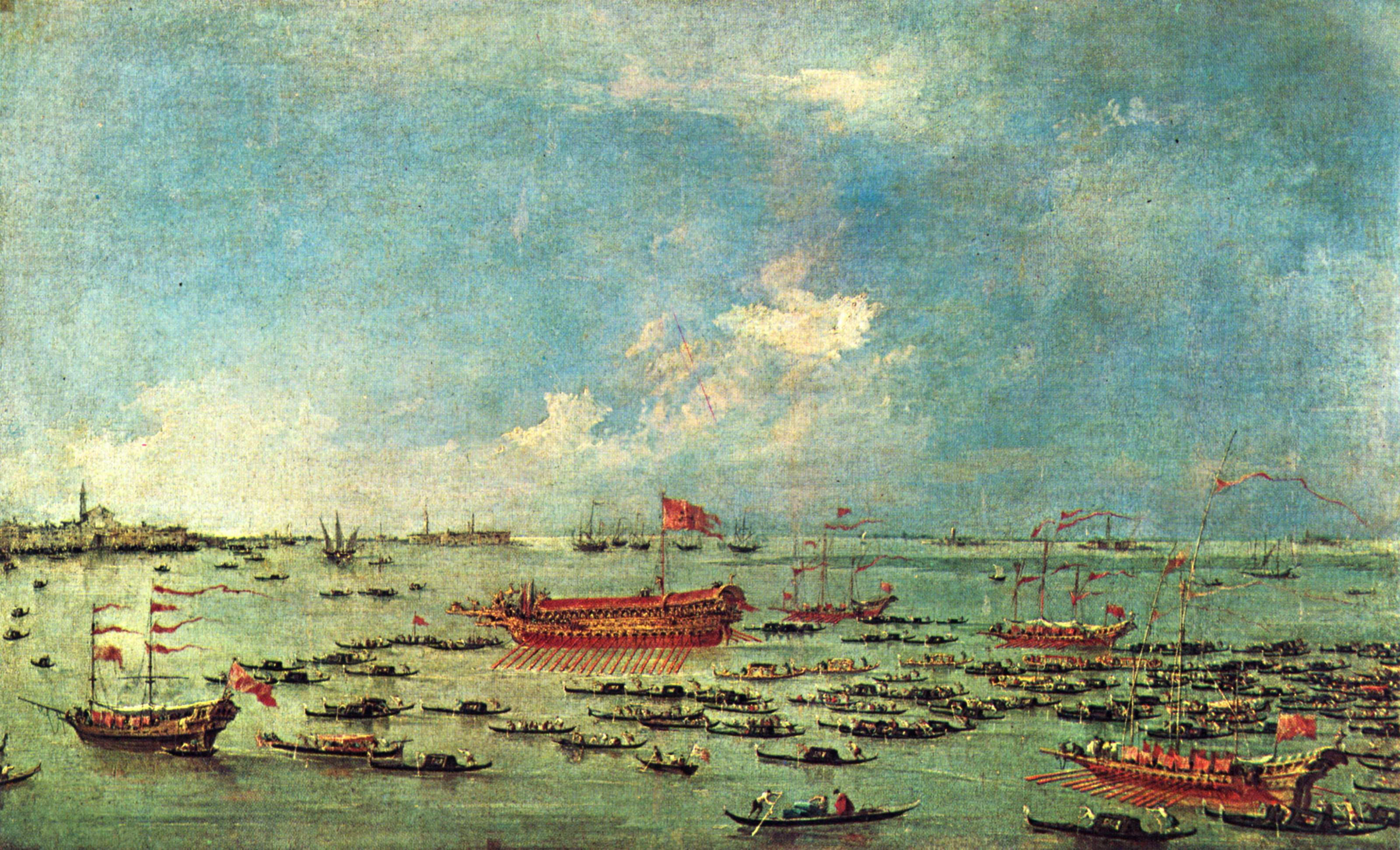
Zásnuby dóžete s mořem na obraze od Francesca Guardiho

Zásnuby dóžete s mořem (italsky sposalizio del mare, v benátském dialektu Sensa) byl náboženský rituál, který se každoročně konal během oslav svátku Nanebevstoupení Páně v Benátkách. Rituální uctění moře a zároveň otevření plavební sezóny sloužilo k reprezentaci moci a bohatství benátského státu.

## Průběh
Oslavy začaly již v předvečer svátku Nanebevstoupení Páně, kdy centrem města (od dóžecího paláce ke kostelu svatého Marka) procházelo procesí k nešporním bohoslužbám. V čele průvodu byly neseny dóžecí insignie trionfi (8 zlatých praporců, procesní obraz, pozlacená stolice s poduškou, klobouk purpurové barvy), dále kráčel sám dóže s hořící bílou svící v rukou a přední mužové benátského státu.
Ráno v den svátku Nanebevstoupení Páně, dóže v případě vhodného počasí oznámil počátek slavnosti, od úředníků obdržel ceremoniální prsten (údajně kdysi patřící sv. Markovi). Poté se účastnil mše v kostele sv. Marka. Odtud pak v čele procesí, kterého se účastnili všichni členové Velké rady, odešel na molo v přístavišti u Piazzety. Pro dóžete zde byla připravena jeho státní dóžecí galéra Bucintoro, na kterou se za vyzvánění zvonů a zpěvu kleriků při kostele sv. Marka i s doprovodem nalodil. Bucintoro byl na moře provázen množstvím dalších lodí, člunů a gondol, sám byl tažen jinou lodí.
První část rituálu - posvěcení moře (benedictio maris) proběhla v blízkosti kostela sv. Mikuláše (San Nicolò al Lido). Jeho hlavním protagonistou byl benátský patriarcha (dříve castellský biskup), který se na své lodi (piatta) připojil k procesí poblíž konventu sv. Heleny, a který tímto obřadem žádal klidné a pokojné moře pro benátské lodě.
Při ústí laguny proběhlo samotné zasnoubení dóžete s mořem. Dóže spustil prsten uvázaný na šňůře třikrát do moře, nakonec do moře vhodil jiný prsten a patriarcha na pokyn dóžete do moře vylil svěcenou vodu. Na Lidu pak patriarcha sloužil v benediktinském klášteru děkovnou mši a večer se v dóžecím paláci konala hostina.

## Původ
Žehnání a svěcení moře v Benátkách má svůj původ v době, kdy stál v čele města dóže Petr II. Orseola. Ten v květnu roku 1000, v den Nanebevstoupení Páně, vyplouval na moře proti pirátům u východního pobřeží Jadranu. V den vyplutí Dominik, biskup z Olivola (později Castello) posvětil moře a věnoval dóžeti vítěznou standartu. Až v druhé polovině 13. století se objevily první zmínky o rituálu zásnub dóžete s mořem (1267), dle pozdně středověké tradice měl prsten získat dóže Sebastiano Ziani od papeže Alexandra III. po uzavření tzv. benátského míru v roce 1177.